# Byrålådseffekt
Med byrålådseffekten avses en skada i ett mekaniskt system, där en komponent som är avsedd att glida i ett mellanrum istället hamnar i ett snett läge där dess tvärsnitt blir så stort att glidningen försvåras. Den dragande kraften åstadkommer vridning och kraftkomposanter vinkelräta mot dragriktningen, vilket ökar friktionen. Sitt namn har effekten av den allmänna erfarenheten att det ibland när man drar ut eller skjuter in en byrålåda händer att den kärvar eller som "självhämmar". Fenomenet uppträder vanligtvis där det finns två gejdrar och där styrlängden längs gejdrarna är mindre än avståndet mellan gejdrarna. En enkel konstruktionsregel för att undvika byrålådseffekt är att göra styrlängden längs gejdrarna minst lika lång som avståndet mellan gejdrarna.
Byrålådseffekt kan också avse att negativa resultat förblir opublicerade i forskningsrapporter.